# Томская областная универсальная научная библиотека имени А. С. Пушкина
Томская областная универсальная научная библиотека им. А. С. Пушкина — является крупнейшей публичной общедоступной библиотекой для всех категорий пользователей Томска и области, предоставляющей бесплатный доступ к информационным ресурсам. Информационные ресурсы ТОУНБ включают универсальные по содержанию фонды, насчитывающие почти 1,2 млн единиц хранения. Исключительной функцией библиотеки является формирование и хранение местных и краеведческих изданий. Сотрудники библиотеки формируют и хранят фонд местных и краеведческих изданий. На сайте библиотеки доступны публикации, электронные каталоги, библиографические и полнотекстовые базы данных по этой теме. К услугам читателей открыты специализированные отделы, читальные залы, абонементы, центр открытого доступа к Интернет, Публичный центр правовой информации, сектор литературы по искусству, Региональный центр президентской библиотеки им. Б. Н. Ельцина. С 2008 года часть из них доступна в электронном виде на сайте Elib.tomsk.ru

## История
Томской Градской Думе «Желаю иметь сведения о последствиях моего предписания Градской Думе от 31 октября № 3701 о заведении публичной библиотеки в здешней Биржевой зале. Я поручаю Думе поспешить доставлением мне оного, дабы сие общеполезное предприятие привести к желаемому окончанию».— Гражданский губернатор Е. П. Ковалевский
 13 февраля 1831 г.

### Начало
В 1830 году горный инженер Евграф Петрович Ковалевский был назначен томским губернатором. И в первый же год своей деятельности на новом посту он предписал Городской Думе завести публичную библиотеку в Биржевом зале на берегу реки Томи.
Под помещение библиотеки выделили две меблированные комнаты. Основой её фонда стали книги, скупленные золотопромышленником Филимоновым. 26 августа 1834[уточнить] года библиотека начала обслуживание читателей.
Библиотечный фонд увеличивался за счёт пожертвований частных лиц и средств Городского общества, которое выделяло 200 рублей в год на содержание библиотеки.
В 1833[уточнить] году библиотека владела всего 163 книгами. Но и население города на тот момент было небольшим — около 11 тысяч человек. К 1844 году в томской библиотеке числилось уже 1617 томов книг. Через два года в Казани был напечатан первый её каталог.

### Переезды и закрытие
Библиотека несколько раз переезжала с места на место. После Биржевого дома она располагалась в здании Магистрата по современной улице Р. Люксембург, 2 (ранее ул. Магистратская, 2). Здание Городского магистрата — одно из первых каменных зданий Томска. Его построили в 1802—1812 годах. В дореволюционной России городские магистраты были органами городского сословного управления. Каменное здание, находившееся в торговом и административном центре города, было идеальным местом для размещения различных административных и коммерческих структур.
Из Магистрата библиотека перешла в общественный дом, который сгорел в 1859 году. В 1862 году её присоединили к библиотеке томской классической гимназии. Гимназическая библиотека насчитывала до 15 000 томов и считалась одной из лучших в городе. К сожалению, горожане не долго могли пользоваться книгами соединенных библиотек: в 1866 году главный инспектор училищ закрыл для публики библиотеку при гимназии, возвратив городу книги публичной библиотеки. Без собственного здания и без средств в конце 1860-х годов библиотека перестала существовать.

### Второе рождение и присвоение имени
В течение 33 лет, с 1866 по 1899 год, публичной библиотеки в Томске не было. А город продолжал расти. 2 апреля 1895 года общее собрание Общества приняло постановление об учреждении городской общественной библиотеки. Было решено 14 мая 1896 года открыть Городскую публичную библиотеку с ежегодной субсидией от города. Под библиотеку должна была быть отдана квартира с отоплением и освещением.
Открылась библиотека позже названного срока — 31 октября 1899 года, то есть через три года. Её новым домом стало здание по улице Черепичной, 6 (современная улица Кузнецова). Первым библиотекарем стала Юлия Николаевна Милютина, жена А. И. Милютина, библиотекаря Университета.
1 ноября 1899 года библиотека имела 447 названий в 1249 томах, то к 1 ноября 1909 года насчитывала уже 6260 названий в 13090 томах, не считая дублетных и дефектных экземпляров. За один только 1903 год библиотека получила в дар 1610 томов, когда после поездки А.И.Милютина в Москву из библиотеки Румянцевского музея поступило 695 названий – 851 том.
Пушкинской библиотека стала в 1937 году. С образованием в 1944 году Томской области библиотека стала областной, но как бы официально она ни именовалась, горожане и сотрудники чаще всего называют её «Пушкинка».

## Отделы библиотеки
Корпус № 1 — ул. К. Маркса, 14
1 этаж
- абонемент
- общий читальный зал
- информационно-справочный отдел

2 этаж
- сектор МБА и ЭДД
- центр правовой и социальной информации
- центр доступа к Интернет

3 этаж
- научно-методический отдел
- сектор литературы по искусству

Новый корпус (переход через второй этаж основного здания)
- читальный зал периодических изданий
- историко-краеведческий отдел
- Томский региональный центр Президентской библиотеки им. Б.Н. Ельцина

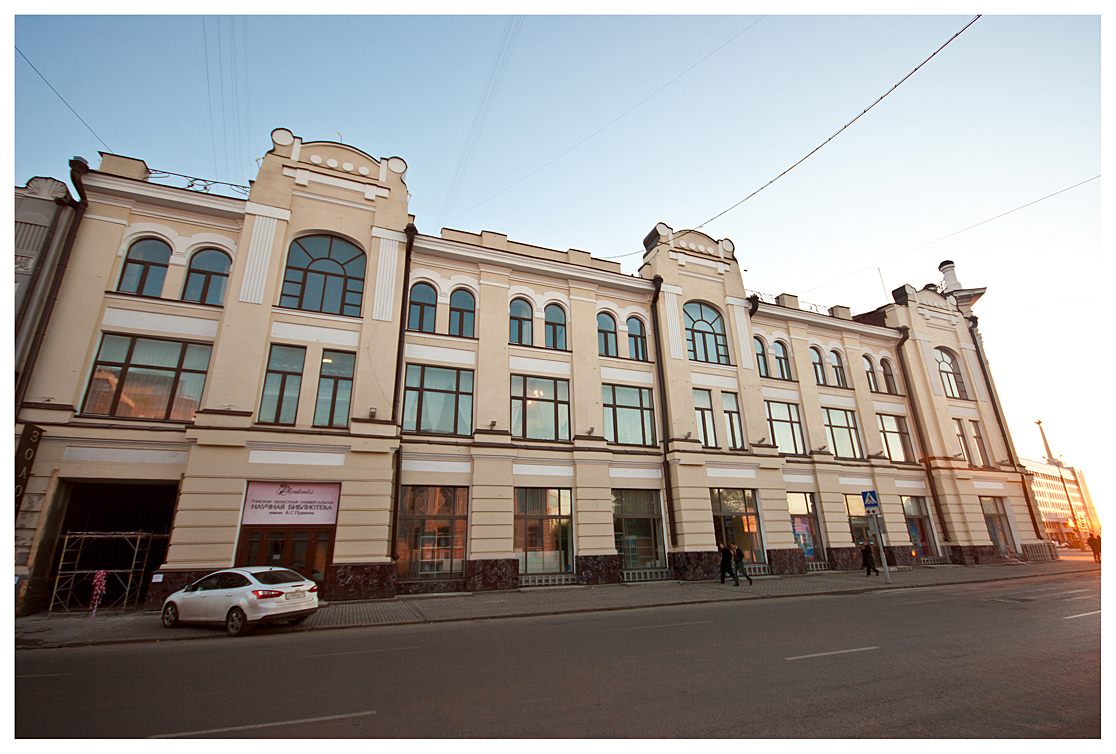
Корпус № 2 — пер. Батенькова, 1
- центр библиотечного обслуживания людей с ограничениями жизнедеятельности
- отдел литературы на иностранных языках и языках народов России

## Услуги и ресурсы

### Электронная библиотека
ELIB.TOMSK.RU — это электронная библиотека при Томской областной библиотеке им. А. С. Пушкина. Цель этой информационной системы — предоставлять полные тексты. Основное направление библиотеки оцифровка редких книг и краеведческой литературы.
ELIB.TOMSK.RU — это упорядоченное собрание разнородных электронных документов (книги, газеты, журналы, статьи, карты, фотографии, изоматериалы и т. п.), снабженное средствами навигации и поиска. Часть документов Электронной библиотеки объединены в тематические коллекции.
На данный момент Электронная библиотека состоит из шести разделов:
- Естественные науки;
- Техника. Технические науки;
- Сельское и лесное хозяйство. Сельскохозяйственные и лесохозяйственные науки;
- Здравоохранение. Медицинские науки;
- Социальные (общественные) и гуманитарные науки;
- Литература универсального содержания.

У электронной библиотеки есть своя страничка в ВК — искать в поиске elibtomsk

### Спроси у библиографа
Это виртуальная справочная служба, которая работает на базе информационно-сервисного центра и выполняет запросы, связанные с поиском информации по социально-экономической и гуманитарной тематике. При выполнении запросов используется справочно-поисковый аппарат Библиотеки и ресурсы Интернет.

### Виртуальная краеведческая справочная служба
Отвечает на вопросы об истории Томска и области. При поиске информации используются справочно-библиографический фонд ТОУНБ и ресурсы сети Интернет.

### Электронная доставка документов
Жители Томска могут получить копии статей из журналов и копии фрагментов книг, отсутствующих в фонде библиотеки, но имеющихся в фондах других библиотек — участниц проекта АРБИКОН «Электронная доставка документов» (ЭДД).

## Клубы и объединения при библиотеке
В Томской библиотеке им. А. С. Пушкина работают множество клубов и объединений по интересам.
«Автограф» — литературный клуб для тех, кто следит и участвует в литературной жизни Томска. Открыт 12 ноября 1999 года. Участники встреч — писатели, поэты, ученые, книголюбы. В клубе проходят презентации новых изданий томских писателей, отмечаются юбилеи и памятные литературные даты.
«Четверги у Алексеевны» — клуб любителей вышивать. Клуб открыт в октябре 2011 года. С октября по май участники клуба собираются в каждый первый и третий четверг, с мая по сентябрь — только в первый четверг, чтобы поговорить о вышивке и других видах рукоделия, а также поделится секретами мастерства и освоить новые виды прикладного искусства.
«Встреча» – литературное объединение. Здесь вы сможете услышать классику и новинки прозы и поэзии в исполнении томских авторов, найти благодарных слушателей и критиков ваших произведений, принять активное участие в разнообразных проектах литературной жизни города.
«Энтузиаст» и «Горицвет» — два клуба посвященных саду и огороду. На встречах участники делятся опытом выращивания растений, встречаются с агро-экспертами, рассказывают о результатах своего труда летом на участках, обмениваются семенами.
«Старый Томск» — один из первых краеведческих клубов города (19 ноября 1986 года). Он был создан по инициативе сотрудников библиотеки, которые не могли не откликнуться на все возрастающий у читателей интерес к истории города. Книг о прошлом Томска тогда явно не хватало. Поэтому встречи с известными в городе краеведами и учеными-историками вызывали большой интерес. Сейчас в фондах библиотеке очень много разных увлекательных книг о Томске, но интерес к общению с краеведами, обсуждению прочитанного не угасает.
«Клуб выходного дня» – клуб создан по инициативе читателей в 2011 году. Основной целью работы клуба является социальная реабилитация людей с ограниченными возможностями через развитие самодеятельного театрального творчества.
«Старые друзья» – клуб для людей старшего поколения с инвалидностью. Встречи с врачами, психологами, специалистами различных сфер деятельности. Обсуждение любимых книг, праздничные мероприятия. Курсы по работе с компьютером и специализированной системой коммуникаций Брайля.
«Языковые клубы» – клубы для изучения различных языков от английского до японского.